# دانه‌خوار شکم‌زرد
دانه‌خوار شکم‌زرد (نام علمی: Sporophila nigricollis) نام یک گونه از سرده دانه‌خوارهای اصلی است.